# Gerhart Riegner
Gerhart Moritz Riegner, né le 12 septembre 1911 à Berlin et mort le 3 décembre 2001 à Genève, est un avocat en droit international, conseiller juridique et philosophe juif suisse d'origine allemande, qui est secrétaire général du Congrès juif mondial de 1965 à 1983.

## Biographie
Riegner étudie le droit à Fribourg-en-Brisgau et à Heidelberg, puis il commence un stage auprès d'un tribunal de Berlin. Cependant, à la suite de l'arrivée des nazis au pouvoir, le gouvernement allemand publie la loi sur la restauration de la fonction publique du 7 avril 1933, qui interdit aux Juifs notamment la carrière de magistrat. Riegner se rend alors à Paris, où il poursuit ses études en droit international, puis à l'Institut universitaire de hautes études internationales de Genève.
Il reste ensuite en Suisse et rejoint en tant que secrétaire juridique le Congrès juif mondial dès sa création à Genève en 1936, auprès de la Société des Nations, au Palais Wilson. Parmi ses premières missions, Riegner est chargé de travailler à la prolongation du traité de 1922 entre l'Allemagne et la Pologne concernant la Haute-Silésie, puis en 1937 il participe à la lutte contre les lois antisémites adoptées par le gouvernement d'extrême droite de Roumanie en mettant en place un Comité constitué du président du Congrès juif mondial et des ministres des Affaires étrangères français et britannique. Après le déclenchement de la Seconde Guerre mondiale, à la suite de la défaite de la France envahie par l'armée allemande en 1940, Riegner s'oppose à l'intention du bureau américain du Congrès juif mondial de fermer le bureau de Genève, et parvient grâce à cela à poursuivre le travail « d'information, de secours et de sauvetage […] accompli pendant toute la période de la guerre ».
Au début du mois d'août 1942, Riegner reçoit la visite de son ami de Zurich Benjamin Sagalowitz, attaché de presse de la communauté juive suisse, qui, à l'occasion d'une longue promenade au bord du lac, l'informe de la Solution finale nazie à l'encontre des Juifs. Sagalowitz avait lui-même été informé par Isidor Koppelmann, homme d'affaires zurichois, lequel l'avait appris d'Eduard Schulte, industriel allemand en contact avec des dirigeants nazis. Le 8 août 1942, Riegner envoie le fameux télégramme Riegner, par voie diplomatique par l'intermédiaire de Howard Elting, Vice-consul américain à Genève, au Président Franklin D. Roosevelt, ainsi qu'au rabbin Stephen Wise, président du Congrès juif mondial, qui ne le recevra qu'à la fin du mois d'août. Le télégramme est la première communication officielle à évoquer un holocauste planifié : le mot « extermination » y apparaît.
Après la guerre, Riegner s'occupe des réfugiés juifs, notamment les rescapés de la Shoah, ainsi que des droits de l'homme. Il devient Secrétaire général du Congrès juif mondial de 1965 à 1983.
Il est enterré au cimetière israélite de Veyrier, situé près de Genève, à la frontière franco-suisse. La Ville de Genève a dressé un monument à sa mémoire au Cimetière des Rois.

## Publications
Livres
- Ne jamais désespérer : soixante années au service du peuple juif et des droits de l'homme, Cerf, 1998.
- (es) Los Actividades del Congreso Judío mundial, 1975-1981, Congreso Judío Latinoamericano, 1982.

Brochures
- (en) A Warning to the World: The Efforts of the World Jewish Congress Churches Against the Final Solution, 1983.